# Xã West Union, Quận Custer, Nebraska
Xã West Union (tiếng Anh: West Union Township) là một xã thuộc quận Custer, tiểu bang Nebraska, Hoa Kỳ. Năm 2010, dân số của xã này là 75 người.